# Centrolene
Genre
Synonymes
- Centrolenella Noble, 1920

Centrolene est un genre d'amphibiens de la famille des Centrolenidae.

## Répartition
Les 27 espèces de ce genre se rencontrent dans le nord de l'Amérique du Sud.

## Liste des espèces
Selon Amphibian Species of the World (16 septembre 2014) :
- Centrolene altitudinale (Rivero, 1968)
- Centrolene antioquiense (Noble, 1920)
- Centrolene bacatum Wild, 1994
- Centrolene ballux (Duellman & Burrowes, 1989)
- Centrolene buckleyi (Boulenger, 1882)
- Centrolene charapita Twomey, Delia & Castroviejo-Fisher, 2014
- Centrolene condor Cisneros-Heredia & Morales-Mite, 2008
- Centrolene daidaleum (Ruiz-Carranza & Lynch, 1991)
- Centrolene geckoideum Jiménez de la Espada, 1872
- Centrolene gemmatum (Flores, 1985)
- Centrolene heloderma (Duellman, 1981)
- Centrolene hesperium (Cadle & McDiarmid, 1990)
- Centrolene huilense Ruiz-Carranza & Lynch, 1995
- Centrolene hybrida Ruiz-Carranza & Lynch, 1991
- Centrolene lemniscatum Duellman & Schulte, 1993
- Centrolene lynchi (Duellman, 1980)
- Centrolene muelleri Duellman & Schulte, 1993
- Centrolene notostictum Ruiz-Carranza & Lynch, 1991
- Centrolene paezorum Ruiz-Carranza, Hernández-Camacho & Ardila-Robayo, 1986
- Centrolene peristictum (Lynch & Duellman, 1973)
- Centrolene pipilatum (Lynch & Duellman, 1973)
- Centrolene sabini Catenazzi, Von May, Lehr, Gagliardi-Urrutia & Guayasamin, 2012
- Centrolene sanchezi Ruiz-Carranza & Lynch, 1991
- Centrolene savagei (Ruiz-Carranza & Lynch, 1991)
- Centrolene scirtetes (Duellman & Burrowes, 1989)
- Centrolene solitaria (Ruiz-Carranza & Lynch, 1991)
- Centrolene venezuelense (Rivero, 1968)

## Taxinomie
Le genre Centrolenella décrit par Noble en 1920 a été placé en synonymie avec Centrolene par Ruiz-Carranza et Lynch en 1991. Le genre Centrolene a été redéfini par Guayasamin et al. en 2009.

## Publication originale
- Jiménez de la Espada, 1872 : Nuevos Batrácios Americanos. Anales de la Sociedad Española de Historia Natural, vol. 1, p. 85-88 (texte intégral).